# جیمز مید
جیمز میدی (به انگلیسی: James Meade)
(۲۳ ژوئن ۱۹۰۷ – ۲۲ دسامبر ۱۹۹۵) اقتصاددان بریتانیایی بود که در سال ۱۹۷۷ به همراه برتیل اوهلین اقتصاددان سوئدی موفق به دریافت جایزه نوبل در اقتصاد شد.